# Nissan Stadion
A Nissan Stadion (japánul: 日産スタジアム, Nisszan Szutadzsiamu) egy többfunkciós sportlétesítmény Jokohamában, Japánban. Jokohama Nemzetközi Stadion (japánul: 横浜国際総合競技場, Jokohama Kokszaj Szogo Kjogiszo) néven is ismert. 1998 márciusában nyitották meg és a japán első osztályban szereplő Jokohama F. Marinos otthona.
21 éven keresztül Japán legnagyobb befogadóképességű létesítményének számított. A 2002-es labdarúgó-világbajnokságon három csoportmérkőzésnek adott otthont és itt rendezték a torna döntőjét a Brazília–Németország mérkőzést 2002. június 30-án. A stadion egyike volt a 2020. évi nyári olimpiai játékok labdarúgó helyszíneinek. Számos csoport és egyenes kieséses mérkőzés lebonyolítása mellett itt játszották a férfi és a női labdarúgótorna döntőjét is.

## Események

### 2001-es konföderációs kupa
| Dátum            | Pályaválasztó | Eredmény | Vendég        | Forduló  |
| ---------------- | ------------- | -------- | ------------- | -------- |
| 2001. június 7.  | Japán         | 1 – 0    | Ausztrália    | Elődöntő |
| 2001. június 10. | Japán         | 0 – 1    | Franciaország | Döntő    |

### 2002-es labdarúgó-világbajnokság
| Dátum            | Pályaválasztó | Eredmény | Vendég       | Forduló   |
| ---------------- | ------------- | -------- | ------------ | --------- |
| 2002. június 9.  | Japán         | 1 – 0    | Oroszország  | H csoport |
| 2002. június 11. | Szaúd-Arábia  | 0 – 3    | Írország     | E csoport |
| 2002. június 13. | Ecuador       | 1 – 0    | Horvátország | G csoport |
| 2002. június 30. | Brazília      | 2 – 0    | Németország  | Döntő     |

### Világkupa döntők
| Dátum              | Pályaválasztó | Eredmény                  | Vendég      | Nézőszám |
| ------------------ | ------------- | ------------------------- | ----------- | -------- |
| 2002. december 3.  | Real Madrid   | 2 – 0                     | Olimpia     | 66070    |
| 2003. december 14. | Boca Juniors  | 1 – 1 (h.) (b. u.: 3 – 1) | AC Milan    | 66757    |
| 2004. december 12. | FC Porto      | 0 – 0 (h.) (b. u.: 8 – 7) | Once Caldas | 45748    |

### 2020. évi nyári olimpiai játékok

#### Férfi labdarúgótorna
| Dátum              | Pályaválasztó    | Eredmény   | Vendég           | Forduló     |
| ------------------ | ---------------- | ---------- | ---------------- | ----------- |
| 2021. július 22.   | Elefántcsontpart | 2 – 1      | Szaúd-Arábia     | D csoport   |
| 2021. július 22.   | Brazília         | 4 – 2      | Németország      | D csoport   |
| 2021. július 25.   | Brazília         | 0 – 0      | Elefántcsontpart | D csoport   |
| 2021. július 25.   | Szaúd-Arábia     | 2 – 3      | Németország      | D csoport   |
| 2021. július 28.   | Dél-Korea        | 6 – 0      | Honduras         | B csoport   |
| 2021. július 28.   | Franciaország    | 0 – 4      | Japán            | A csoport   |
| 2021. július 31.   | Dél-Korea        | 3 – 6      | Mexikó           | Negyeddöntő |
| 2021. augusztus 7. | Brazília         | 2 – 1 (h.) | Spanyolország    | Döntő       |

#### Női labdarúgótorna
| Dátum              | Pályaválasztó | Eredmény                  | Vendég           | Forduló     |
| ------------------ | ------------- | ------------------------- | ---------------- | ----------- |
| 2021. július 27.   | Hollandia     | 8 – 2                     | Kína             | F csoport   |
| 2021. július 30.   | Hollandia     | 2 – 2 (h.) (b. u.: 2 – 4) | Egyesült Államok | Negyeddöntő |
| 2021. augusztus 2. | Ausztrália    | 0 – 1                     | Svédország       | Elődöntő    |
| 2021. augusztus 6. | Svédország    | 1 – 1 (h.) (b. u.: 2 – 3) | Kanada           | Döntő       |

* h. – hosszabbításban
*b.u. – büntetők után